# Thennes
Thennes est une commune française située dans le département de la Somme, en région Hauts-de-France.

## Géographie

### Localisation
Thennes est un village picard situé au sein de la région naturelle du Santerre et du pays de l'Amiénois.
Limitrophe de Moreuil, la localité est située à 8 km au sud-ouest de Villers-Bretonneux, 9 km au nord-est d'Ailly-sur-Noye, 12 km au sud-ouest de Corbie, 15 km au sud-ouest d'Amiens, 20 km au nord-ouest de Montdidier et à 49 km au nord-est de Beauvais, à vol d'oiseau.
Le territoire de la commune est limitrophe de ceux de six communes.
Les communes limitrophes sont  Berteaucourt-lès-Thennes, Domart-sur-la-Luce, Hailles, Moreuil, Thézy-Glimont et Villers-aux-Érables.

### Géologie et relief
L'altitude de la commune varie de 31 m, au fond de la vallée de l'Avre, à l'extrémité
nord-ouest de la commune, et 111 m, au chêne Courteau, en limite communale sud-est. Quatre vallées sèches convergent vers la vallée de la Luce. Du point culminant, le plateau s'abaisse en pente douce de tous les côtés vers l'Avre et la Luce
La couche de terre végétale est en général peu épaisse. Sous cette couche on trouve :
- dans les vallées, des alluvions de nature tourbeuse ;
- sur les pentes inférieures, traversée par le chemin de fer et jusqu'à la route nationale du diluvium rouge ;
- sur le reste des pentes, la craie ;
- enfin, dans la partie la plus élevée, les argiles constituent le limon des plateaux[réf. nécessaire].

Les trois cinquièmes du territoire forment un terrain très perméable[réf. nécessaire].

### Environnement
La commune compte une zone naturelle d'intérêt écologique, faunistique et floristique (ZNIEFF) de type 1, celle des marais de l'Avre entre Moreuil et Thennes, qui intègre deux secteurs particulièrement riches et encore peu artificialisés de la vallée tourbeuse de l'Avre et comprend des milieux très
diversifiés dont beaucoup d'étangs plus ou moins couverts de végétation aquatique, des prairies humides, des roselières, un bas-marais alcalin, mégaphotbiaies, caricaies, et des marais boisés, qui sont des structures rares dans la région. La flore présente dans le site compte des espèces rares comme le Thelyptéride des marais (Thelypteris palustris). En ce qui concerne la faune, on peut noter la présence de l'Agrion délicat (Ceriagrion tenellum) et le Râle d'eau (Rallus
aquaticus), un oiseau des milieux humides.
Une seconde ZNIEFF, de type 2, celle-là, concerne la vallée de l'Avre (entre Guerbigny et Cagny), des  Trois Doms (entre Montdidier et Hargicourt) et la confluence avec la Noye, qui est constituée de nombreux milieux dont des  forêts et fourrés alluviaux ou très humides (20 %), des peupleraies plantées (10 %), des groupements à reine des prés (10 %) et des étangs et mares d'eau douce (10 %).
Le lit majeur des rivières et certains coteaux où se maintiennent des pelouses calcicoles et des fourrés en mosaïque et parfois une partie du plateau composent cette zone naturelle constituée de complexes de marais tourbeux associés aux coteaux boisés ou pelousaires. L'exploitation de la tourbe a cessé et a permis la création de nombreux étangs. On trouve dans cette ZNIEFF des herbiers flottants du Lemnion gibbae et des herbiers pionniers à Characées ainsi que certains groupes végétaux tel que les junipéraies sur pelouses calcaires subatlantiques, la renoncule langue (Ranunculus lingua) ou le rubanier nain. On y trouve des oiseaux nicheurs, tels que le blongios nain (Ixobrychus minutus).
Depuis 2017, le marais de Thennes est inclus dans le site Ramsar, Marais et tourbières des vallées de la Somme et de l'Avre.

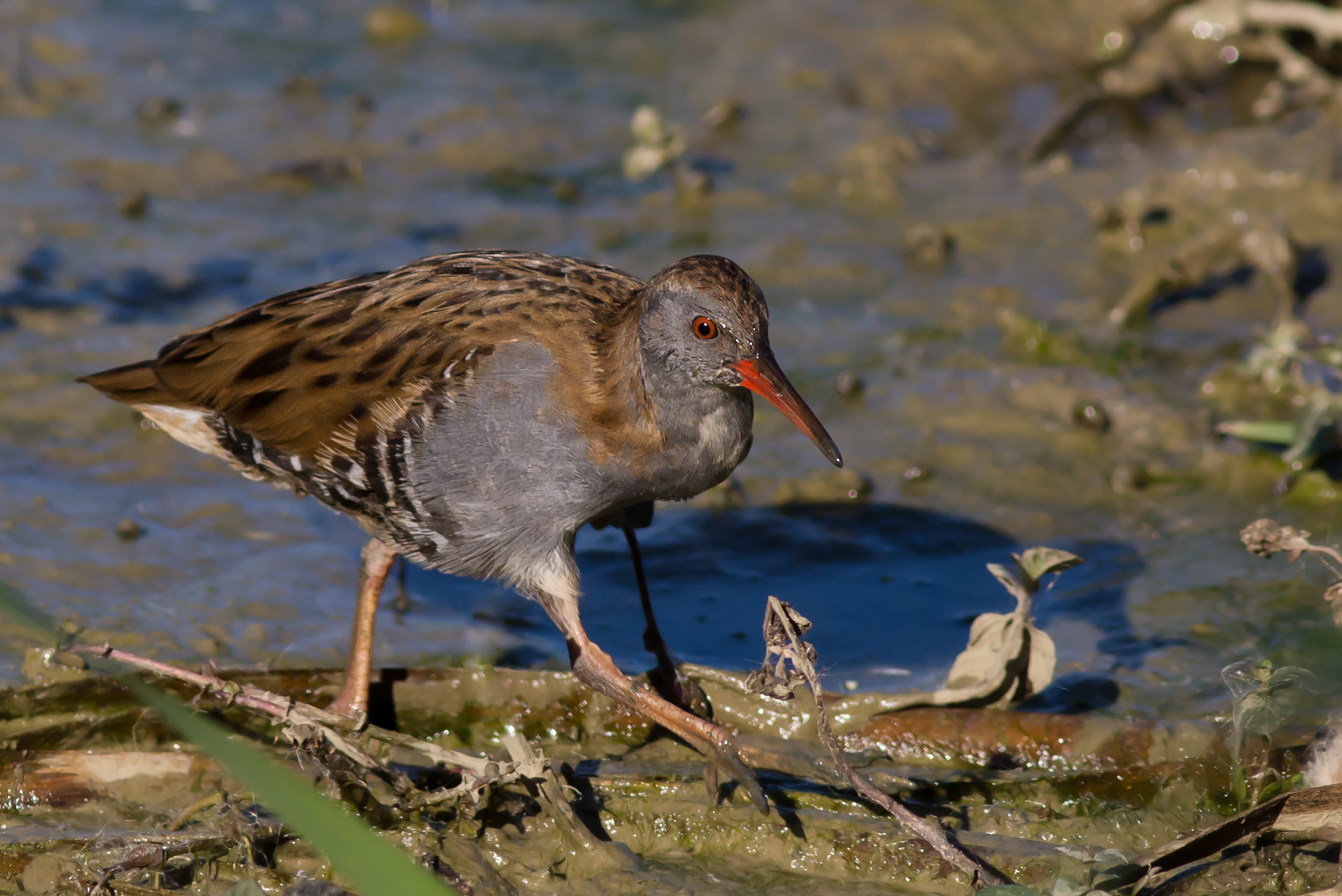
Râle d'eau.
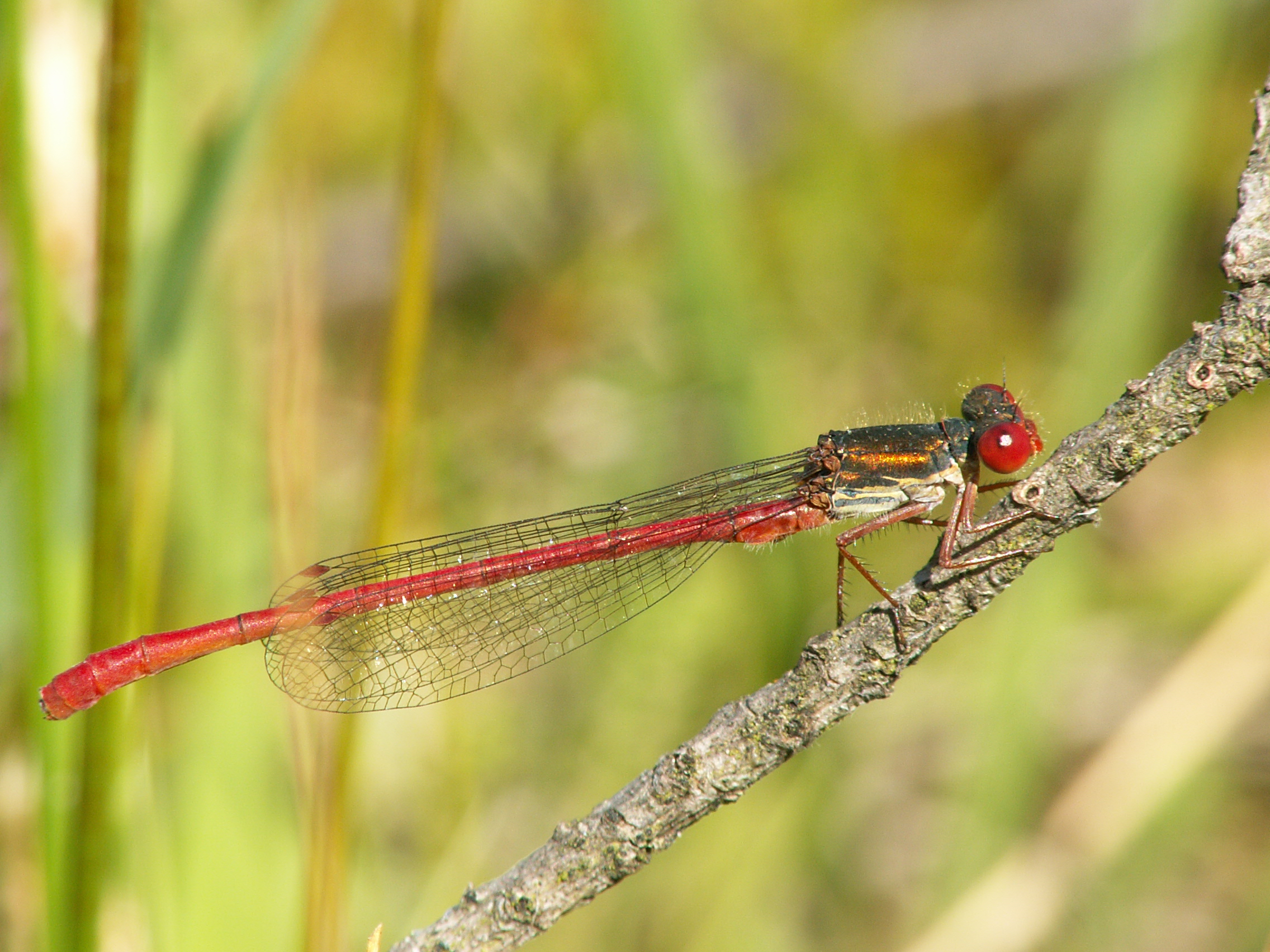
Cériagrion délicat.
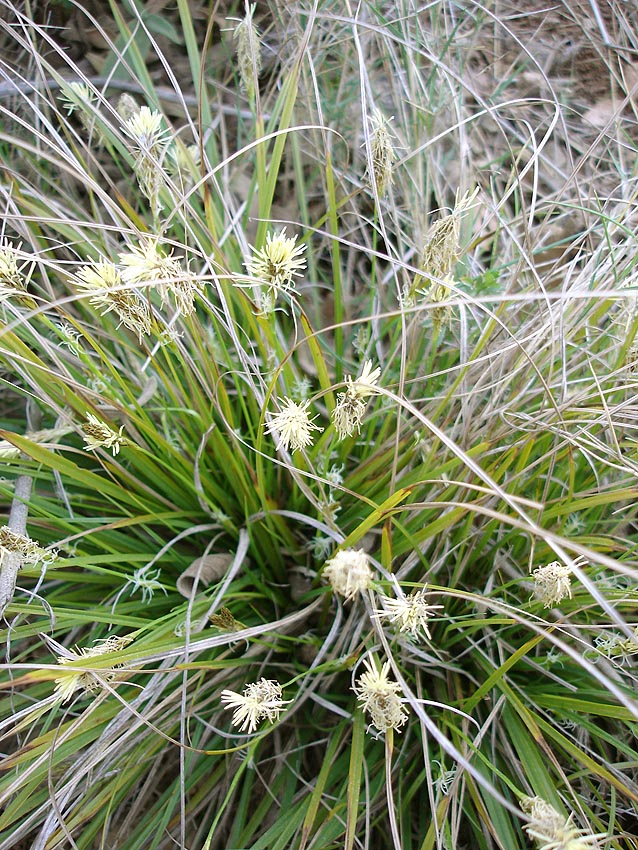
Caricaies.
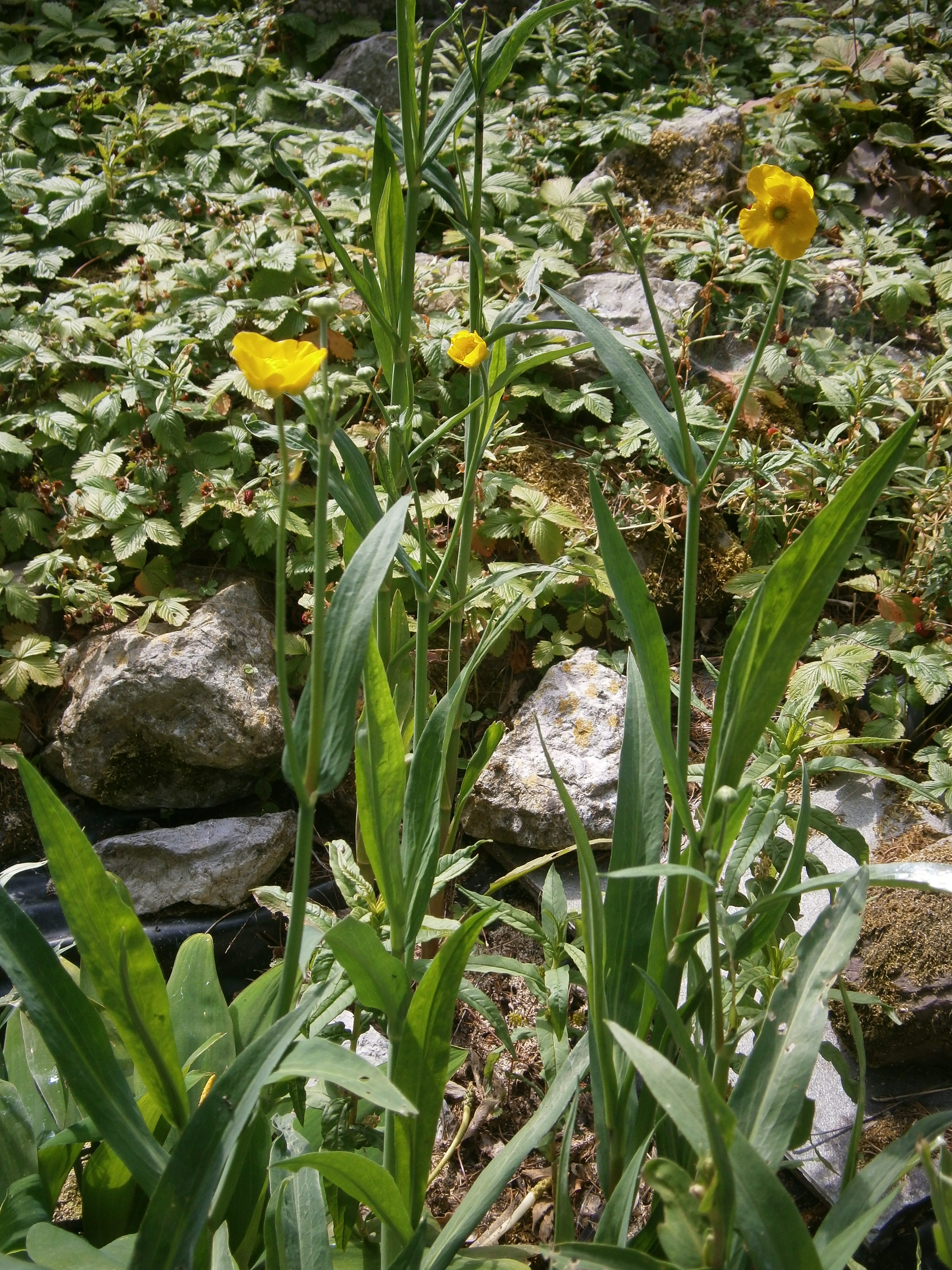
Renoncule langue.
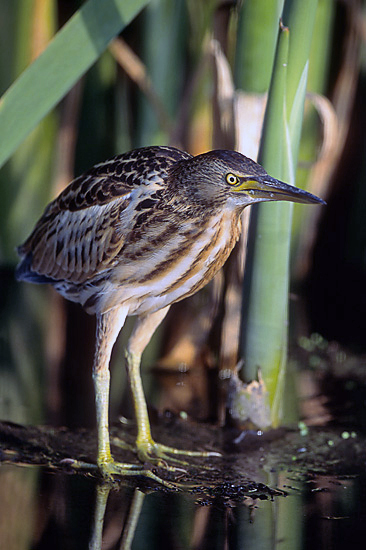
Blongios nain juvénile.

### Hydrographie

#### Réseau hydrographique
La commune est située dans le bassin Artois-Picardie. Elle est drainée par l'Avre et la Luce.
L'Avre limite le territoire communal à l'ouest. D'une longueur de 66 km, il prend sa source dans la commune de Amy, à 81 m d'altitude, et se jette  dans la Somme à Longueau, à 24 m d'altitude, après avoir traversé 31 communes. Les caractéristiques hydrologiques de l'Avre sont données par la station hydrologique située sur la commune. Le débit moyen mensuel est de 2,15 m3/s. Le débit moyen journalier maximum est de 10,1 m3/s, atteint lors de la crue du 11 juillet 2001. Le débit instantané maximal est quant à lui de 10,2 m3/s, atteint le même jour.
La Luce limite le territoire communal au nord. D'une longueur de 18 km, elle prend sa source dans la commune de Caix et se jette  dans l'Avre sur la commune, après avoir traversé 13 communes.

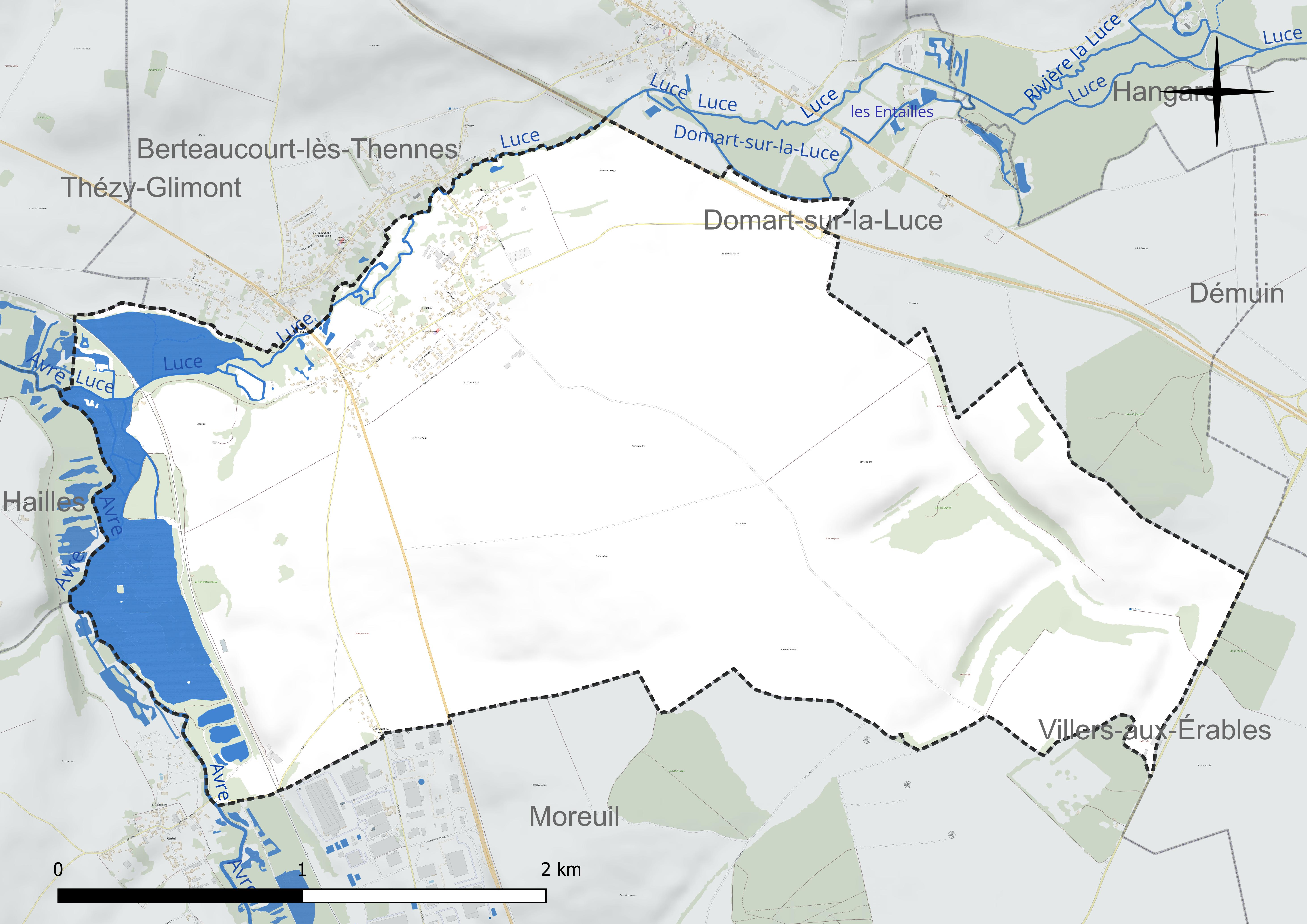
Réseau hydrographique de Thennes.

#### Gestion et qualité des eaux
Le territoire communal est couvert par le schéma d'aménagement et de gestion des eaux (SAGE) « Somme aval et Cours d'eau côtiers ». Ce document de planification concerne un territoire de 1 835 km2 de superficie, délimité par le bassin versant de la Somme canalisée. Le périmètre a été arrêté le 29 avril 2010 et le SAGE proprement dit a été approuvé le 6 août 2019. La structure porteuse de l'élaboration et de la mise en œuvre est le syndicat mixte d'aménagement hydraulique du bassin versant de la Somme (AMEVA).
La qualité des cours d'eau peut être consultée sur un site dédié géré par les agences de l'eau et l'Agence française pour la biodiversité.

### Climat
Pour des articles plus généraux, voir Climat des Hauts-de-France et Climat de la Somme.
En 2010, le climat de la commune est de type climat océanique dégradé des plaines du Centre et du Nord, selon une étude du CNRS s'appuyant sur une série de données couvrant la période 1971-2000. En 2020, Météo-France publie une typologie des climats de la France métropolitaine dans laquelle la commune est exposée à un climat océanique et est dans la région climatique Nord-est du bassin Parisien, caractérisée par un ensoleillement médiocre, une pluviométrie moyenne régulièrement répartie au cours de l'année et un hiver froid (3 °C).
Pour la période 1971-2000, la température annuelle moyenne est de 10,6 °C, avec une amplitude thermique annuelle de 14,1 °C. Le cumul annuel moyen de précipitations est de 685 mm, avec 11,4 jours de précipitations en janvier et 8,4 jours en juillet. Pour la période 1991-2020, la température moyenne annuelle observée sur la station météorologique la plus proche, située sur la commune de Glisy à 9 km à vol d'oiseau, est de 11,1 °C et le cumul annuel moyen de précipitations est de 646,6 mm,. Pour l'avenir, les paramètres climatiques de la commune estimés pour 2050 selon différents scénarios d'émission de gaz à effet de serre sont consultables sur un site dédié publié par Météo-France en novembre 2022.

## Urbanisme

### Typologie
Au 1er janvier 2024, Thennes est catégorisée commune rurale à habitat dispersé, selon la nouvelle grille communale de densité à sept niveaux définie par l'Insee en 2022.
Elle est située hors unité urbaine. Par ailleurs la commune fait partie de l'aire d'attraction d'Amiens, dont elle est une commune de la couronne,. Cette aire, qui regroupe 369 communes, est catégorisée dans les aires de 200 000 à moins de 700 000 habitants,.

### Occupation des sols
L'occupation des sols de la commune, telle qu'elle ressort de la base de données européenne d'occupation biophysique des sols Corine Land Cover (CLC), est marquée par l'importance des territoires agricoles (83,9 % en 2018), une proportion sensiblement équivalente à celle de 1990 (84,6 %). La répartition détaillée en 2018 est la suivante : 
terres arables (77,2 %), zones urbanisées (7,8 %), zones agricoles hétérogènes (6,7 %), eaux continentales (4,3 %), zones humides intérieures (3,8 %), zones industrielles ou commerciales et réseaux de communication (0,1 %), forêts (0,1 %).
L'IGN met par ailleurs à disposition un outil en ligne permettant de comparer l'évolution dans le temps de l'occupation des sols de la commune (ou de territoires à des échelles différentes). Plusieurs époques sont accessibles sous forme de cartes ou photos aériennes : la carte de Cassini (XVIIIe siècle), la carte d'état-major (1820-1866) et la période actuelle (1950 à aujourd'hui).

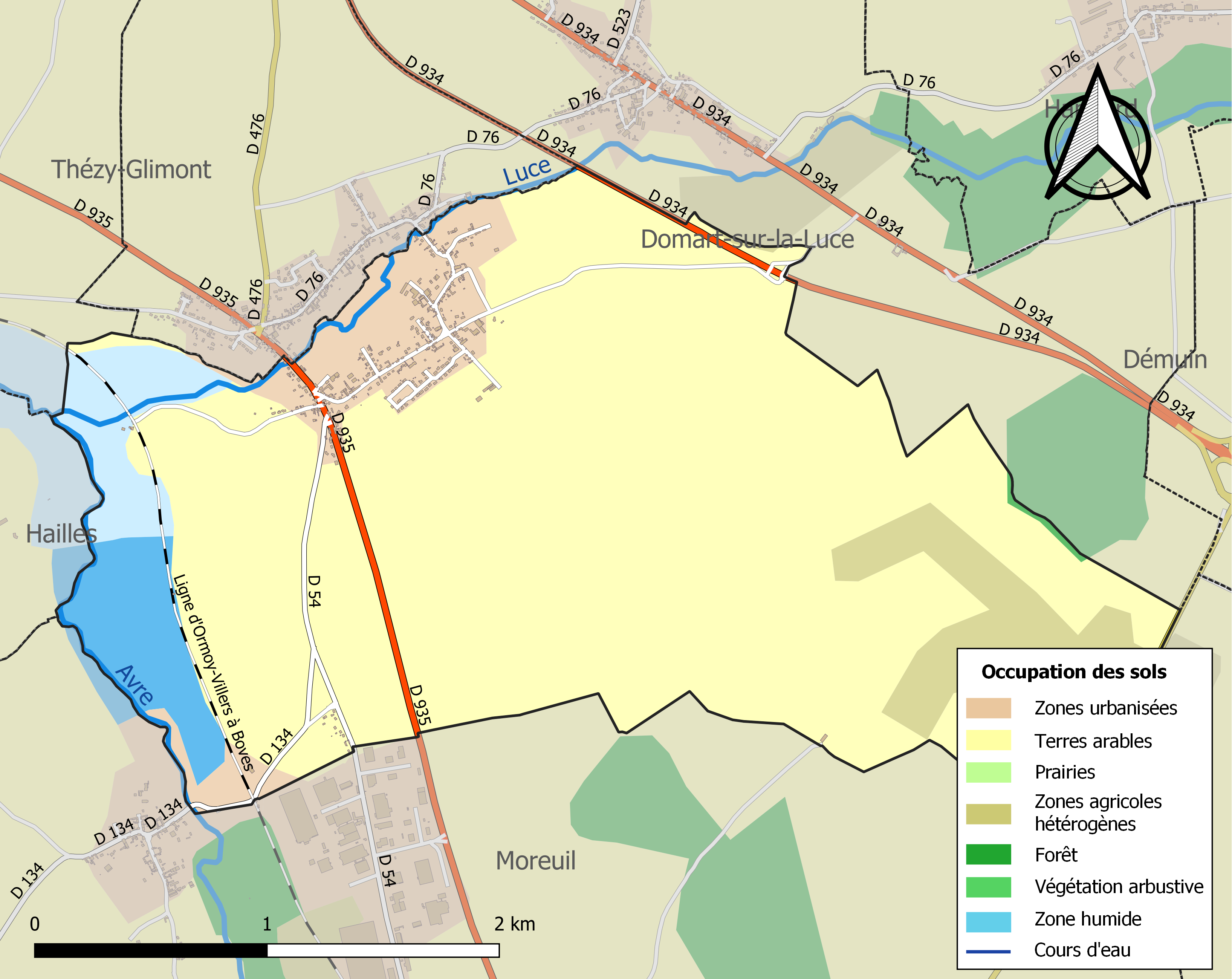
Carte des infrastructures et de l'occupation des sols de la commune en 2018 (CLC).

### Lieux-dits, hameaux et écarts
Le hameau du Bosquet du Hêtre est excentré  du  village. Il jouxte le tissu aggloméré de Moreuil et sa zone d'activité. Il ne comprend que quelques habitations.

### Habitat
Selon les données du recensement de 2014, la commune comptait alors 175 résidences principales, ainsi que 2 résidences secondaires et le nombre important de 15 logements vacants, contre respectivement 164, 0 et 14 lors du recensement de 2009. L'habitat est essentiellement individuel, avec 186 maisons contre 6 appartements en 2014. Les logements sont de taille importante, avec 63,4 % des résidences principales de cinq pièces et plus. Par contre, les appartements sont significativement plus petits, avec en moyenne 3,5 pièces par résidence principale contre 5,1 pièces en moyenne pour les maisons.
Compte tenu des destructions de la Première Guerre mondiale, le nombre de logements très anciens est faible, avec 6,5 % des résidences principales construites avant 1919. 15,3 % datent de l'époque de la Reconstruction ou de la Seconde Guerre mondiale. 2,6 % ont été construits entre 1971 et 1990, 17,6 % de 1991 à 2005, et 21,2 % de 2006 à 2011, ce qui représente un parc de logement plutôt globalement récent et généralement doté des éléments de confort.

### Voies de communication et transports
La localité est desservie par les autocars du réseau inter-urbain Trans'80, Hauts-de-France (ligne no 60, Davenescourt - Moreuil - Amiens.
Le village est tangenté, au niveau routier, par l'ex-route nationale 334 (actuelle RD 934) Amiens - Noyon, et traversé par l'ex-route nationale 35 (actuelle RD 935), qui relie Amiens à Montdidier, situé à 22 km.

## Toponymie
La localité est connue successivement sous les noms de : Tanes, Tanetae, Thennetum, Thanedis, Thanes (1247-1318), Thannes-Thennes (1507), Tranes (1648), Thannes puis Thennes.
Thennes autrefois Tanes (1128), peut-être à cause des tanneries qui y étaient établies. Le terme de tan est très probablement issu du gaulois *tanno- signifiant « chêne » que l'on peut restituer d'après le breton tann « chêne rouvre » et l'ancien cornique (parlée en Cornouailles jusqu'au XVIIe siècle) tannen « chêne » ou l'ancien irlandais teine « houx ». Cette racine celtique se retrouve dans des toponymes qui évoquent la présence de tanneries ou de chênes : Tanis, Thenney, Tannay, Tanay, Theneuil, Theneuille, Thénioux, Tannerre-en-Puisaye, Thenailles et Thenelles mais des confusions sont possibles avec la tanière (tanne) et le mot latin thannus qui désigne un buisson, un tronc d'arbre. Le tan est la poudre extraite de l'écorce du chêne qui sert à tanner les peaux.

## Histoire
L'histoire de Thennes est très étroitement liée à celle de Berteaucourt-les-Thennes. En effet, Berteaucourt a toujours dépendu de la paroisse de Thennes, et de l'église qu'elles se partagent, sous le vocable de Saint Jean-Baptiste pour Berteaucourt et de Saint Quentin pour Thennes.
Le lieu était occupé à la préhistoire, puisque les fouilles archéologiques menées entre 1984 et 1987 dans les carrières de gravier ont livré plusieurs centaines d'armatures de flèche en silex taillé.
La terre de Thennes appartenait depuis 780 à l'abbaye de Corbie en tant que villae sous le nom de Tanedas. Au Xe siècle, il y avait à Thennes de ces religieux qui y nommaient le maire et faisaient extraire la tourbe.
Elle passe ensuite à titre de fief aux seigneurs de Boves, pour revenir au XIIIe siècle aux religieux de Corbie. En 1247, Le seigneur de Boves vend aux religieux de Corbie son fief nommé dans l'acte Pont de Thanes.
À citer parmi les fiefs : 
- le fief Baubet donné à charge de chasser les grenouilles quand l'abbé de Corbie venait manger à Thennes ;
- le fief du pont de Thennes alors à péage.

En 1589, pendant les guerres de Religion, le château fut pris par le capitaine ligueur Lefort.
Thennes eut sans doute à souffrir des guerres avec l'Espagne au XVIIe siècle, surtout à l'époque du siège de Corbie en 1636, pendant la guerre de Trente Ans. À cette date, quelques bateliers de Hailles, de Thennes et de Castel incendièrent les approvisionnements que les Espagnols destinaient à la place de Corbie. Louis XIII alors à Démuin, les exempta de taille eux et leurs descendants.
Avant la Révolution française de 1789, Thennes faisait partie de la prévôté, du bailliage et de l'élection de Montdidier jusqu'en 1749.
Après 1749 :
- Prévôté de Beauvaisis à Amiens
- Bailliage et élection d'Amiens
- Intendance de Picardie
- Paroisse du doyenné de Fouilloy
- Archidiaconé et diocèse d'Amiens
- Collateur de l'abbé de Corbie
- Décimateurs de l'abbé de Corbie et des Célestins d'Amiens uniquement pour les terres labourées par les habitants de Villers-aux-Érables

La  fusion  de  Berteaucourt-lès-Thennes  et  de  Thennes  a été envisagée  pendant  le  Directoire.
À la fin de l'épopée napoléonienne, Thennes voit les Cosaques en 1814-1815.
Lors de la guerre franco-allemande de 1870, le village subit l'invasion allemande. Le village est très éprouvé lors de la bataille d'Amiens, les Prussiens ayant livré combat à Mézières-en-Santerre (6 km) et à Cachy (4 km). Sur 22 jeunes gens de Thennes qui combattent cette année-là, deux périssent.
Première Guerre mondiale
Pendant la Première Guerre mondiale, le village était à proximité de la ligne de front, notamment lors de la bataille de la Somme,.
Une ligne de chemin de fer militaire à voie étroite du système Péchot est aménagée par l'Armée à travers le village pour alimenter le front. Elle existait encore en 1920 et servait notamment pour les besoins de la reconstruction.
L'attaque allemande de l'offensive du Printemps du 21 mars 1918 sur le front Saint-Quentin - La Fère avait réussi à créer une poche de 80 km de profondeur dans le front anglo-français. Celui-ci était totalement rompu entre les rivières Avre et Luce. Le 27 mars 1918, général Foch, commandant en chef des troupes alliées, envoya des renforts et chargea la 1re armée française du général Debeney d'étendre son front lors de la Bataille d'Amiens et de maintenir à tout prix la liaison avec l'armée anglaise du général Gough qui reculait vers Villers-Bretonneux et Amiens. L'ordre fut donc donné aux français de résister jusqu'à la mort sur le plateau du Santerre,.
Le général canadien John Edward Bernard Seely, ancien ministre canadien de la guerre, avait son poste de commandement à Berteaucourt-les-Thennes en mars 1918. Le 8 août 1918, les troupes françaises parties de Thennes et de Berteaucourt-les-Thennes, qui ne sont plus que des ruines, contre-attaquèrent en direction de Villers-aux-Érables.
À la fin de la guerre, le village, dont toutes les constructions ont été touchées, est largement détruit. Il a été décoré de la croix de guerre 1914-1918 le 3 novembre 1920.
La reconstruction du village et de celui de Berteaucourt-lès-Thennes a été réalisée dans les années 1920.

## Politique et administration

### Rattachements administratifs et électoraux
La commune se trouve dans l'arrondissement de Montdidier du département de la Somme. Pour l'élection des députés, elle fait partie depuis 2012 de la quatrième circonscription de la Somme.
Elle fait partie depuis 1793 du canton de Moreuil, qui a été modifié et agrandi dans le cadre du redécoupage cantonal de 2014 en France.

### Intercommunalité
La commune était membre de la communauté de communes du canton de Moreuil, créée par un arrêté préfectoral du 4 décembre 1992 et renommée communauté de communes Avre Luce Moreuil (CCALM) par arrêté préfectoral du 6 mai 1996.
Dans le cadre des dispositions de la loi portant nouvelle organisation territoriale de la République du 7 août 2015, qui prévoit que les établissements publics de coopération intercommunale (EPCI) à fiscalité propre doivent avoir un minimum de 15 000 habitants, la préfète de la Somme propose en octobre 2015 un projet de nouveau schéma départemental de coopération intercommunale (SDCI) prévoyant la réduction de 28 à 16 du nombre des intercommunalités à fiscalité propre du département.
Après des hypothèses de regroupement des communautés de communes du Grand Roye (CCGR), du canton de Montdidier (CCCM), du Santerre et d'Avre, Luce et Moreuil, la préfète dévoile en octobre 2015 son projet qui prévoit la « des communautés de communes d'Avre Luce Moreuil et du Val de Noye », le nouvel ensemble de 22 440 habitants regroupant 49 communes,. À la suite de l'avis favorable des intercommunalités et de la commission départementale de coopération intercommunale en janvier 2016 puis des conseils municipaux et communautaires concernés, la fusion est établie par un arrêté préfectoral du 22 décembre 2016, qui prend effet le 1er janvier 2017.
La commune est donc désormais membre de la communauté de communes Avre Luce Noye (CCALN).

### Liste des maires
| Période                                  | Période                   | Identité              | Étiquette | Qualité |
| ---------------------------------------- | ------------------------- | --------------------- | --------- | --- |
| Les données manquantes sont à compléter. |                           |                       |           | |
| 1840                                     |                           | Pierre Antoine Gaffet |           | |
| Les données manquantes sont à compléter. |                           |                       |           | |
| 2001                                     | 2007                      | Dominique Duval       |           | Démissionnaire |
| 23 novembre 2007                         | En cours (au 30 mai 2020) | Philippe Marotte      |           | Retraité de la fonction publique Vice-président de la CCALM (2014 → 2016) Vice-président de la CCALN (2017 → 2020) Réélu pour le mandat 2020-2026 |

## Population et société

### Démographie
L'évolution du nombre d'habitants est connue à travers les recensements de la population effectués dans la commune depuis 1793. Pour les communes de moins de 10 000 habitants, une enquête de recensement portant sur toute la population est réalisée tous les cinq ans, les populations de référence des années intermédiaires étant quant à elles estimées par interpolation ou extrapolation. Pour la commune, le premier recensement exhaustif entrant dans le cadre du nouveau dispositif a été réalisé en 2007.

En 2022, la commune comptait 562 habitants, en évolution de +5,05 % par rapport à 2016 (Somme : −1,26 %, France hors Mayotte : +2,11 %).
| 1793 | 1800 | 1806 | 1821 | 1831 | 1836 | 1841 | 1846 | 1851 |
| ---- | ---- | ---- | ---- | ---- | ---- | ---- | ---- | ---- |
| 247  | 204  | 244  | 323  | 410  | 410  | 455  | 496  | 511  |

| 1856 | 1861 | 1866 | 1872 | 1876 | 1881 | 1886 | 1891 | 1896 |
| ---- | ---- | ---- | ---- | ---- | ---- | ---- | ---- | ---- |
| 492  | 510  | 503  | 501  | 507  | 506  | 506  | 483  | 439  |

| 1901 | 1906 | 1911 | 1921 | 1926 | 1931 | 1936 | 1946 | 1954 |
| ---- | ---- | ---- | ---- | ---- | ---- | ---- | ---- | ---- |
| 396  | 412  | 403  | 213  | 252  | 191  | 213  | 213  | 208  |

| 1962 | 1968 | 1975 | 1982 | 1990 | 1999 | 2006 | 2007 | 2012 |
| ---- | ---- | ---- | ---- | ---- | ---- | ---- | ---- | ---- |
| 195  | 218  | 256  | 298  | 338  | 355  | 422  | 432  | 469  |

| 2017 | 2022 | - | - | - | - | - | - | - |
| ---- | ---- | - | - | - | - | - | - | - |
| 563  | 562  | - | - | - | - | - | - | - |

### Enseignement
L'école de Thennes comporte deux classes et scolarise 51 élèves pour l'année scolaire 2016-2017.
Cette école fait partie du regroupement pédagogique intercommunal (RPI) de la Luce qui comprend également les écoles de Démuin, Domart-sur-la-Luce et Berteaucourt-lès-Thennes. En 2014, deux classes du RPI étaient localisées à Thennes. Les villages associés d'Ignaucourt, Hangard et Aubercourt ne disposent pas de classe sur leur territoire.
L'école est gérée par un syndicat intercommunal scolaire dont le siège est situé à Démuin.
Une garderie à Domart accueille les écoliers des sept villages constituant le RPI.
L'enseignement secondaire est assuré par le collège Jean-Moulin de Moreuil et les lycées à Montdidier ou Amiens.

### Autres équipements
La commune compte notamment sa mairie, une salle polyvalente pour 220 personnes debout, un plateau d'évolution sportif (terrain de football, de handball, de basket et de volley-ball) ainsi qu'une 
déchetterie intercommunale.

### Cultes
Thennes forme avec Berteaucourt-les-Thennes une paroisse catholique. L'église Saint-Quentin de Thennes étant la même que celle de Berteaucourt-les-Thennes (Saint-Jean-Baptiste).

## Économie
Thennes est un village essentiellement rural dont l'activité est agricole, avec également la présence en 2014 de quelques artisans.
Le recensement agricole de 2010 montre une surface agricole utilisée de 415  ha, soit seulement 51 % de la surface communale, et un fort regroupement des exploitations agricoles, puisque leur nombre baisse de 8 en 1988 et 2000, à 4 en 2010. Sur la même période, la surface agricole utilisée reste stable à 415 hectares en 1988 et 2010, mais avec un pic à 520 ha en 2000.

## Culture locale et patrimoine

### Lieux et monuments
- L'église Saint-Quentin fut très endommagée durant la Première Guerre mondiale[63]. Elle est reconstruite à l'identique[39] en 1926, année qui figure en chiffres romains sur le porche d'entrée.

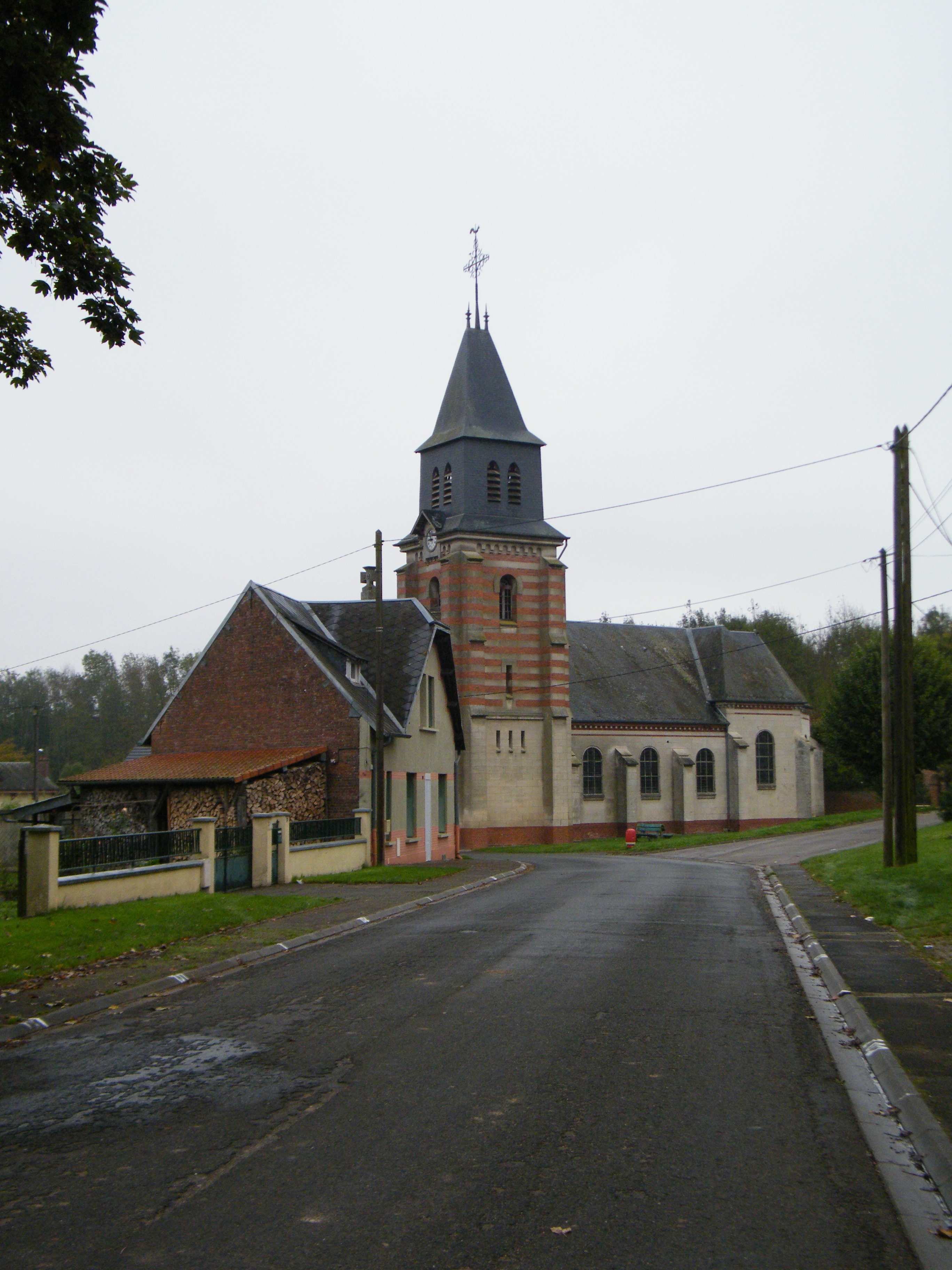
L'église Saint-Quentin.
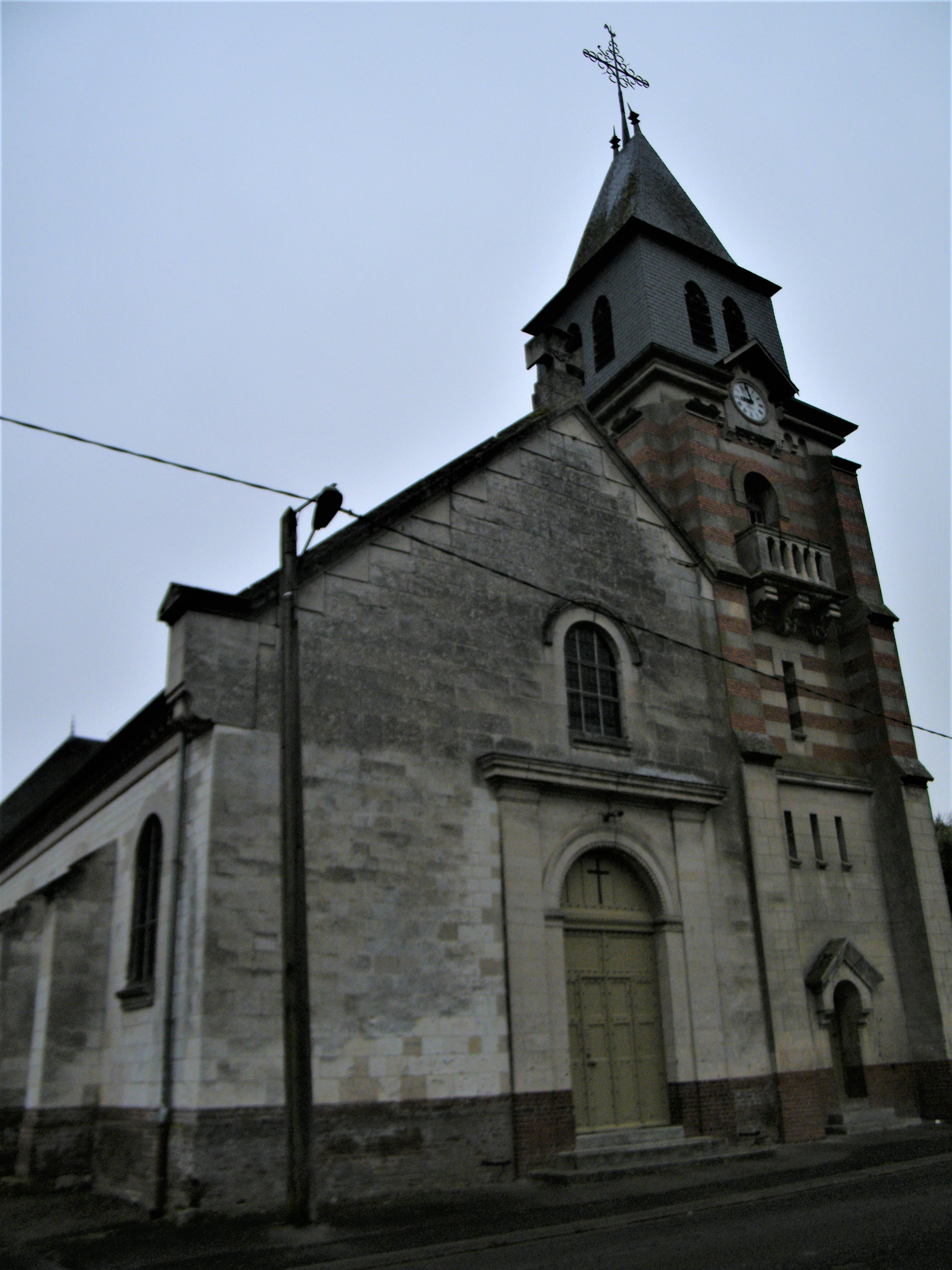
Vue du clocher excentré.
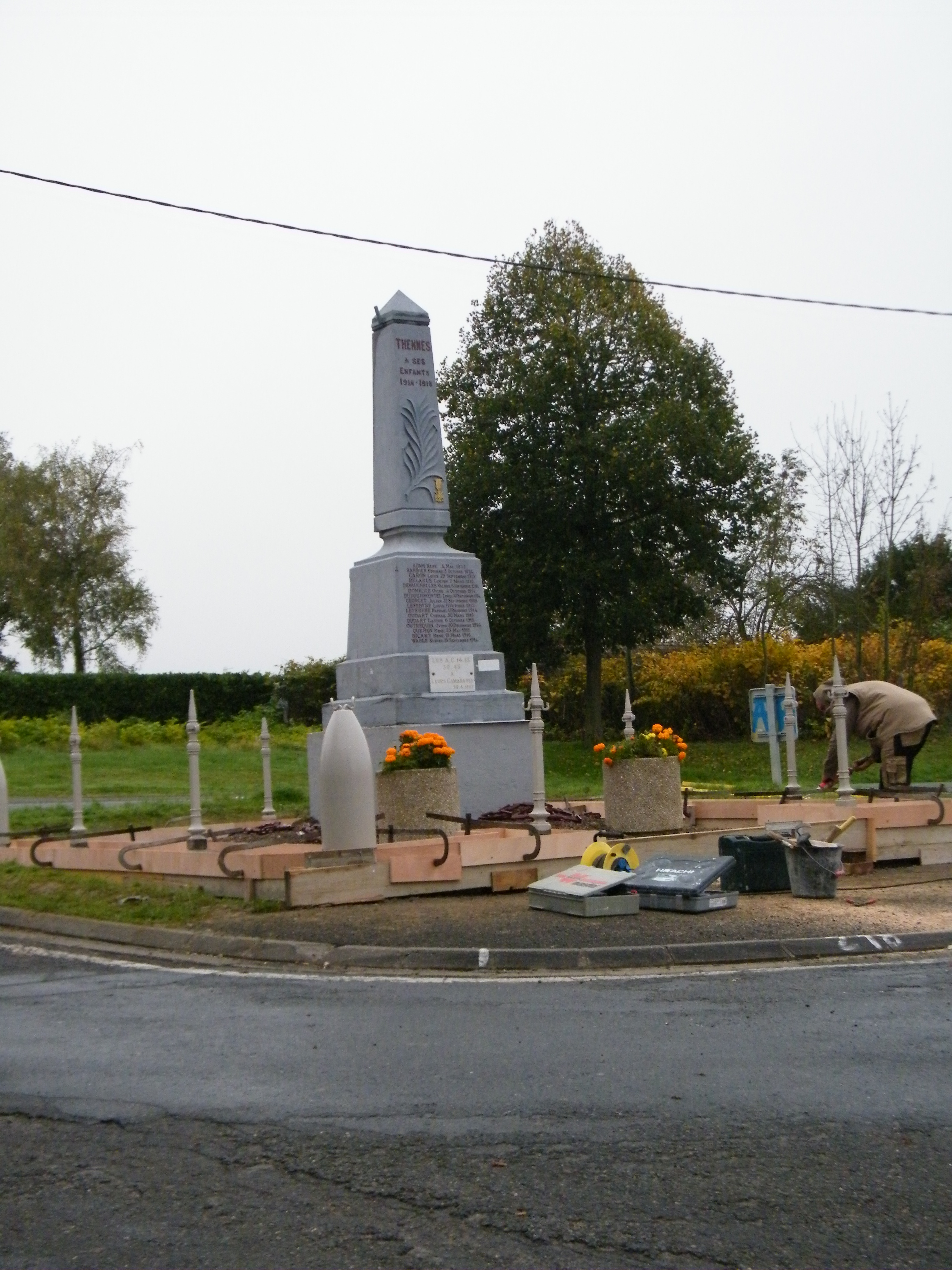
Le monument aux morts.
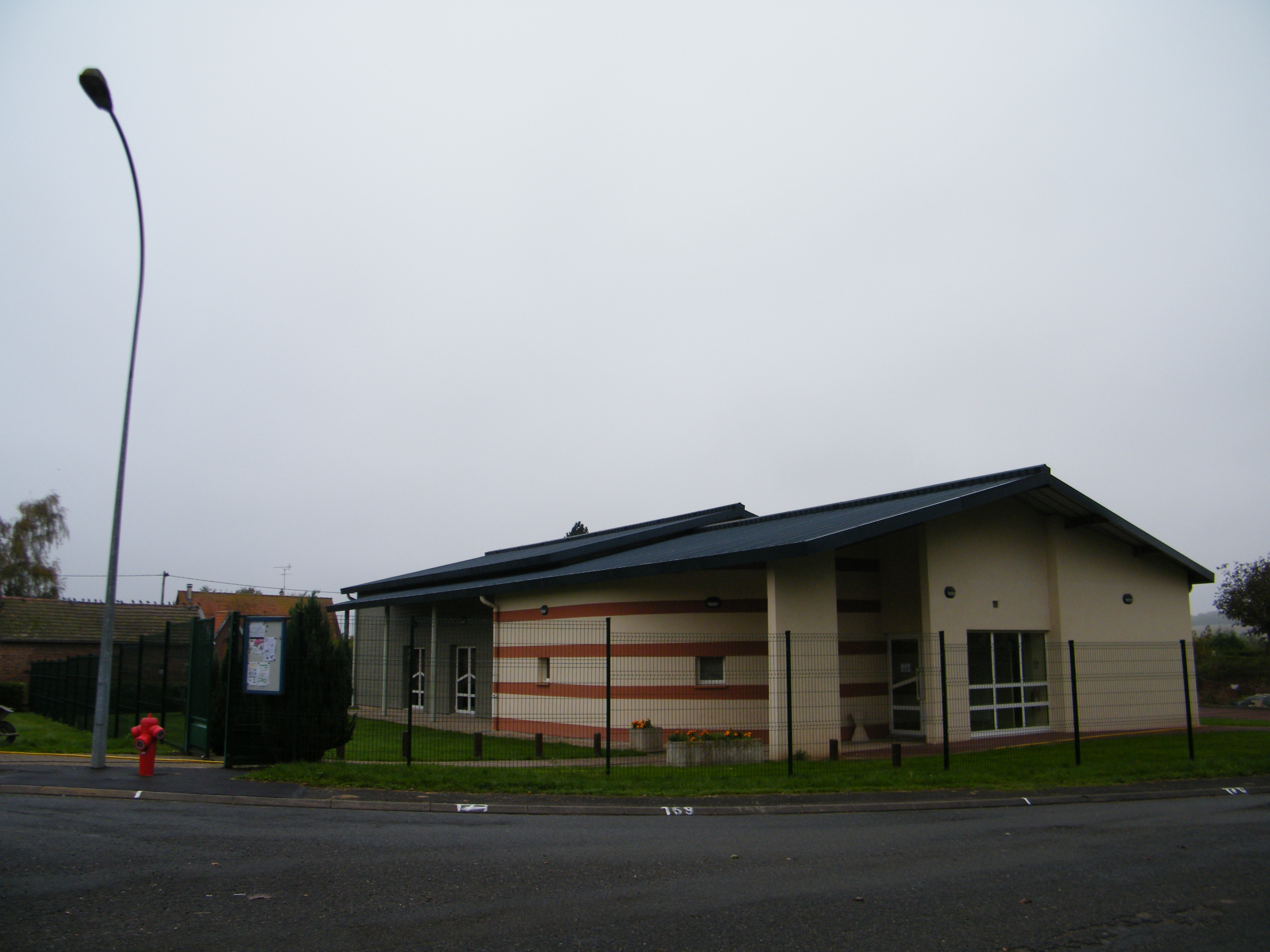
La salle communale.

### Culture locale
- Dicton : « Il est d'les Thennes, quand on n'l'y cède point y tienne[réf. nécessaire] »

### Héraldique
| Blason de Thennes | Blason  | D'or au tau de gueules entrelacé avec une lettre H de sinople.                                                                                        |
| Blason de Thennes | Détails | Le blason est apparu lors de la reconstruction de la mairie-école après la Première Guerre mondiale. Le statut officiel du blason reste à déterminer. |

### Sources et bibliographie
- Marc Pilot, Chroniques Révolutionnaires : Thennes et Berteaucourt-les-Thennes, Amiens, édité à compte d'auteur, 1990, 75 p. (ISBN 2-9504578-0-0, BNF 35085719)
- Marc Pilot, Les brumes de Picardie : Moreuil 1918, Saint-Cyr-sur-Loire, Alan Sutton à Saint-Cyr-sur-Loire, 2002, 128 p. (ISBN 2-84253-733-5)
- Marc Pilot, Somme 1918 : Santerre Mars Juillet, Saint-Cyr-sur-Loire, Alan Sutton à Saint-Cyr-sur-Loire, 2006, 128 p. (ISBN 2-84910-529-5)